# Fritz Breuer (Fußballspieler)
Fritz Breuer (* 23. August 1929 in Köln; † 25. Januar 2017) war ein deutscher Fußballspieler. Für den 1. FC Köln absolvierte der vielseitig einsetzbare Spieler von 1952 bis 1961 in der damals erstklassigen Fußball-Oberliga West 163 Ligaspiele, in denen er 25 Tore erzielte. Der vom SC Rapid 1952 zu den „Geißböcken“ gekommene Breuer gewann mit dem FC 1954, 1960 und 1961 die Oberligameisterschaft und errang in den Jahren 1953, 1958 und 1959 die Vizemeisterschaft in der Oberliga West. In den sich anschließenden Endrundenspielen um die deutsche Fußballmeisterschaft kam er in 17 Spielen (2 Tore) zum Einsatz.  

## Laufbahn
Fritz Breuer sammelte seine ersten Erfahrungen im höherklassigen Fußball ab der Saison 1949/50 beim SC Rapid Köln in der 2. Liga West. Der 20-Jährige absolvierte alle 30 Zweitligaspiele und erzielte als Mittelstürmer 17 Tore an der Seite von Mitspieler Herbert Dörner. Rapid belegte den sechsten Rang in der Gruppe 1. Nach der dritten Saison, 1951/52, stieg Rapid ins Amateurlager ab; Breuer hatte in drei Runden in 85 Verbandsspielen 36 Tore erzielt und schloss sich dem Oberligisten 1. FC Köln an. In seiner Debütrunde in der Oberliga West, 1952/53, wurde der FC unter Trainer Helmut Schneider Vizemeister und der Neuzugang von Rapid hatte in 24 Einsätzen 13 Tore erzielt. Der weitere Neuzugang Walter Müller von Göttingen 05 brachte es auf 17 und Hans Schäfer wurde mit 26 Treffern Torschützenkönig. Seine ersten vier Endrundenspiele (1 Tor) bestritt Breuer 1953 an der Seite von Mitspielern wie Frans de Munck, Paul Mebus, Georg Gawliczek und Josef Röhrig gegen den 1. FC Kaiserslautern, Holstein Kiel und Eintracht Frankfurt.
Breuer I spielte zwölf Jahre lang für den 1. FC Köln, 1959 bis 1962 gemeinsam mit Christian Breuer (beide nicht verwandt). Fritz, von Deutz 05 über den Köln-Mülheimer SV und den SC Rapid Köln zum 1. FC gekommen, nahm mit den Geißböcken an mehreren Endrunden zur Deutschen Meisterschaft teil. Es reichte jedoch „nur“ zu einer Vize-Meisterschaft. 1960 verlor Köln im Endspiel (mit Christian, aber ohne Fritz Breuer) gegen den Hamburger SV mit 2:3. Ebenso wenig hatte er 1954 in der Elf gestanden, die im Endspiel um den DFB-Pokal dem VfB Stuttgart mit 0:1 nach Verlängerung unterlegen war. 

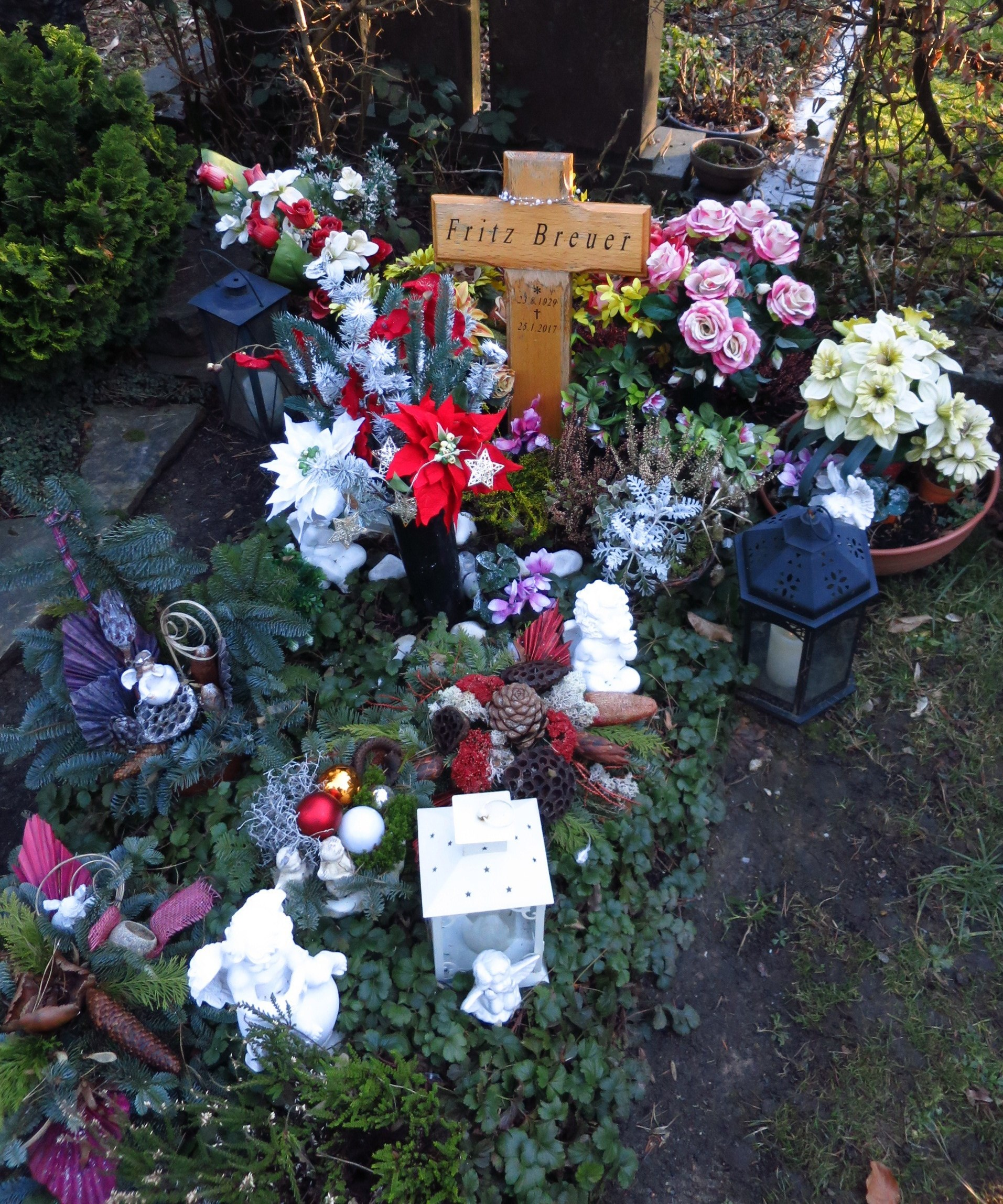
Grab Nordfriedhof Köln (Februar 2019)

Insgesamt kam er in 204 Pflichtspielen für die Geißböcke zum Einsatz und erzielte dabei 32 Tore. Allein 17 Spiele davon fanden im Rahmen der Endrunden zur deutschen Meisterschaft statt. Außerdem stand er in der Saison 1958/59 in einem der beiden Messepokal-Erstrundenmatches gegen Birmingham City in der Kölner Stadtauswahl, die von Hennes Weisweiler, dem Trainer des Lokalrivalen SC Viktoria, betreut wurde.
In der ersten Bundesliga-Spielzeit gehörte Fritz Breuer noch dem Kader des 1. FC Köln an. Er wurde jedoch in keinem Bundesligaspiel der Mannschaft eingesetzt, die am Ende der Saison die deutsche Meisterschaft gewann. Zum Abschluss seiner Karriere war Fritz Breuer noch Spielertrainer bei seinem Heimatverein Deutz 05. Später war der gelernte Kraftfahrer Außendienstmitarbeiter im Parfümerie-Großhandel. 
Breuer starb im Januar 2017 im Alter von 87 Jahren an den Folgen einer Krebserkrankung und hinterließ einen Sohn. Seine Grabstätte befindet sich auf dem Kölner Nordfriedhof (Flur 33 Nr. 100).

## Vereine
- 1949–1952 SC Rapid Köln
- 1952–1964 1. FC Köln

## Erfolge
- 1953 Westdeutscher Pokalsieger
- 1954 Westdeutscher Meister
- 1954 DFB-Pokal-Finale
- 1960 Westdeutscher Meister
- 1960 Deutscher Vizemeister
- 1961 Westdeutscher Meister

## Nachweise
1. ↑  Lorenz Knieriem/Hardy Grüne: Spielerlexikon 1890-1963. AGON, Kassel o. J. [2006], ISBN 3-89784-148-7, S. 42
2. ↑  Matthias Weinrich: Der Europapokal. 1955 bis 1974. AGON, Kassel o. J. [2007], ISBN 978-3-89784-252-6, S. 69
3. ↑  Kicker Almanach 1964
4. ↑  FC trauert um Fritz Breuer, abgerufen am 3. März 2017

| Personendaten    | Personendaten            |
| ---------------- | ------------------------ |
| NAME             | Breuer, Fritz            |
| KURZBESCHREIBUNG | deutscher Fußballspieler |
| GEBURTSDATUM     | 23. August 1929          |
| GEBURTSORT       | Köln                     |
| STERBEDATUM      | 25. Januar 2017          |